# Galeotto Tarlati de Petramala
Galeotto Tarlati de Petramala (Arezzo, Itália, c. 1335 — Vienne, França, c. 1397) foi um cardeal italiano da Igreja Católica.

## Biografia
No consistório de 18 de setembro de 1378, foi criado cardeal-diácono de Santa Águeda dos Góticos pelo Papa Urbano VI, mas posteriormente foi deposto porque ele foi acusado de libertar seis cardeais presos.
Em 1387, ele passou a prestar obediência ao Antipapa Clemente VII. Um ano depois, foi recebido por Clemente que o nomeou cardeal-diácono de São Jorge em Velabro.
Tarlati participou do conclave de 1394, no qual o Antipapa Bento XIII foi eleito. Em 1395, fez parte de uma comissão composta por nove cardeais encarregados de opinar sobre a resolução do Grande Cisma do Ocidente. Galeotto propôs um encontro em território neutro entre Bento XIII e Bonifácio IX, que foi eleito após a morte de Urbano VI em 1389, para decidirem juntos a melhor solução para a unidade da Igreja.
Galeotto Tarlati morreu entre 1397 e 1400 na comuna francesa de Vienne.